# Walk of My Life
Albums de Kumi Kōda
Bon Voyage
(2014)
Singles
Walk of My Life est le 12e album de Kumi Kōda, sorti sous le label Rhythm Zone le 18 mars 2015 au Japon. Il arrive 1er à l'Oricon. Il se vend à 39 346 exemplaires la première semaine et reste classé 14 semaines pour un total de 50 013 exemplaires vendus.
Il sort en quatre formats : "CD", "CD+DVD", "CD+DVD Fan club" et "CD+Blu-ray".

## Liste des titres
| 1.  | Introduction ~Walk of My Life~ |  |
| 2.  | Dance In The Rain              |  |
| 3.  | Lippy                          |  |
| 4.  | Mercedes                       |  |
| 5.  | Like It                        |  |
| 6.  | House Party                    |  |
| 7.  | Interlude ~Dance~              |  |
| 8.  | Hotel                          |  |
| 9.  | Gimme U                        |  |
| 10. | You can keep up with me        |  |
| 11. | Money in my bag                |  |
| 12. | Piece in the puzzle            |  |
| 13. | Fake Tongue                    |  |
| 14. | Sometimes Dreams Come True     |  |
| 15. | LIFE so GOOD!!                 |  |
| 16. | Walk of My Life                |  |

| 1. | Hotel (Clip Vidéo)             |  |
| 2. | Money in my bag (Clip Vidéo)   |  |
| 3. | Dance In The Rain (Clip Vidéo) |  |
| 4. | Walk of My Life (Clip Vidéo)   |  |
| 5. | Like It (Clip Vidéo)           |  |
| 6. | Making of                      |  |

DVD (Fan Club) 2014.12.6 Koda Kumi 15th Anniversary First Class 2nd LIMITED LIVE at STUDIO COAST
1. Dance In The Rain
2. HOTEL
3. MONEY IN MY BAG
4. Dreaming Now!
5. LALALALALA
6. IS THIS TRAP?
7. Koishikute (恋しくて)
8. Go to the top
9. Love Me Back
10. Ai wo Tomenaide (愛を止めないで)
11. Poppin' love cocktail
12. POP DIVA
13. Suki de, Suki de, Suki de. (好きで、好きで、好きで。)
14. Lollipop
15. Can We Go Back
16. Physical thing
17. Lick me (Heart) (ハート)
18. It's all Love!
19. stay with me
20. TABOO
21. Moon Crying
22. anytime
23. LAST ANGEL
24. Ai no Uta (愛のうた)
25. FREAKY
26. BUT
27. Cherry Girl
28. Yume no Uta (夢のうた)
29. Ningyo-hime (人魚姫)
30. I'll be there
31. Koi no Tsubomi (恋のつぼみ)
32. Someday
33. WIND
34. KAMEN
35. Ima Sugu Hoshii (今すぐ欲しい)
36. No Regret
37. Candy
38. feel
39. Lies
40. Shake It Up
41. D.D.D.
42. Birthday Eve
43. you
44. Promise
45. flower
46. Butterfly
47. Hot Stuff
48. hands
49. Kiseki (奇跡)
50. Chase
51. Cutie Honey (キューティーハニー)
52. Crazy 4 U
53. Gentle Words
54. COME WITH ME
55. real Emotion
56. 1000 no Kotoba (1000の言葉)
57. m·a·z·e
58. love across the ocean
59. So Into You
60. COLOR OF SOUL
61. Trust Your Love
62. TAKE BACK
63. Documentary Movie (Behind The Scene of Koda Kumi 15th Anniversary First Class 2nd LIMITED LIVE)